# Last Swim
Last Swim (dt.: „Letztes Schwimmen“) ist ein britischer Spielfilm von Sasha Nathwani aus dem Jahr 2024. Das Jugenddrama stellt eine ehrgeizige iranisch-britische Teenagerin in den Mittelpunkt, die mit den Konsequenzen einer lebensverändernden Diagnose hadert. Die Hauptrolle übernahm Deba Hekmat. Das Werk wurde im Februar 2024 bei der 74. Berlinale uraufgeführt und erhielt den Gläsernen Bären für den Besten Film der Jugendjury.

## Handlung
Der Film begleitet einen Tag und eine Nacht lang die junge britisch-iranische Abschlussschülerin Ziba. Am Tag der Verkündung der A-Level-Prüfungsergebnisse begibt sie sich mit ihren Freunden auf eine Trip quer durch London. Die ambitionierte Jugendliche ringt mit den Konsequenzen einer lebensverändernden Diagnose. In der Folge muss Ziba ihre Träume und Beziehungen neu justieren. Sie lernt einen angehenden Fußballspieler kennen und es entwickelt sich eine unbequeme Romanze zwischen den beiden.

## Hintergrund
Last Swim ist das Spielfilmdebüt des britischen Kurzfilmregisseurs Sasha Nathwani. Er wurde in London als Sohn einer iranischen Mutter und eines indischen Vaters geboren. Für die Hauptrolle der Ziba wurde die im Kino unerfahrene Deba Hekmat verpflichtet. Zum weiteren Schauspielensemble gehörten unter anderem die erfahreneren Darsteller Narges Rashidi, Jay Lycurgo und Solly McLeod.
Die Dreharbeiten fanden von Mitte Mai bis Anfang Juni an Drehorten in ganz London statt. Als Kameramann fungierte Olan Collardy, der im Jahr zuvor mit Rye Lane (2023) auf sich aufmerksam gemacht hatte. Last Swim wurde von Campbell Beaton für das Unternehmen Pablo & Zeus sowie von Nisha Mullea und Bert Hamelinck für Caviar produziert. Beaton hatte bereits zuvor Nathwanis vierminütigen Kurzfilm Raj’s Story (2021) produziert. Die Produktionskosten wurden mit 1,1 Millionen Britischen Pfund angegeben.

## Veröffentlichung und Rezeption
Die Weltpremiere von Last Swim fand am 16. Februar 2024 bei den Internationalen Filmfestspielen Berlin als Eröffnungsfilm der Sektion Generation 14plus statt. In ihrer Pressemitteilung hoben die Festivalorganisatoren unter anderem den „authentischen Blick“ des Regisseurs „auf die Gegenwart Londons“ hervor. Der Film wurde für den GWFF Preis Bester Erstlingsfilm nominiert.
Ein Kinostart im Vereinigten Königreich ist im Verlauf des Jahres geplant.

## Auszeichnungen
- 2024: Gläserner Bär für den Besten Film der Jugendjury Generation 14plus, 74. Internationale Filmfestspiele Berlin[8]